# Hyacinthe
Hyacinthe is een personage uit Kushiëls sage van Jacqueline Carey.
Hyacinthe is een Tsingaanse-bastaard jongen die de 'prins der reizigers' wordt genoemd. Hij ziet er exotisch uit, zijn huid is bruin, zijn ogen zwart en vrolijk, en zijn haren hangen in gitzwarte lokken tot op zijn schouders. Zijn moeder leert hem de dromonde, de waarzeggerskunst van de zigeunerachtige Tsinganen, maar dit is eigenlijk verboden voor mannelijke Tsinganen, waardoor Hyacinthe 'vrajna' pleegt; een taboe onder zijn volk, temeer daar zijn vader niet van Tsingaanse afkomst is. 
Hyacinthe wordt een populair persoon in de Nachttempel. Dit is een domein voor lagere vormen van vermaak, gelegen onder aan de Nachtberg. Het is een pikante attractie voor de edelen die zich naar het Nachthof begeven of ervandaan komen. Er zijn illegale bordelen, verdachte drogisterijen, kunstateliers, waarzeggers, en veel kroegen waarin dichters en burgers van dubieuze reputatie te vinden zijn. De Nachttempel is een labyrint van smalle, kronkelige straten en steegjes, met enkele drukke marktplaatsen. 
Hyacinthe woont op de laagste etage van een pand aan de Rue Coupole, waarvan de overige etages verhuurd worden aan een onafzienbare stroom Tsingaanse gezinnen die de Stad aandoen bij elke paardenmarkt en kermis. Het is klein, vuil en vies, maar erg gezellig. Hyacinthe bezit vele vrienden, maar wordt bovenal de beste vriend van Phèdre Delauney, die hij steeds helpt met haar problemen.